# Псевдофермент
Псевдоферменты — это варианты ферментов (обычно белков), которые являются каталитически дефицитными (обычно неактивными), что означает, что они выполняют небольшой ферментативный катализ или вообще не выполняют его. Считается, что они представлены во всех основных семействах ферментов в царствах жизни, где они выполняют важные сигнальные и метаболические функции, многие из которых только сейчас обнаруживаются. Псевдоферменты становятся все более важными для анализа, особенно по мере того, как биоинформатический анализ геномов показывает их повсеместное распространение. Их важные регуляторные, а иногда и связанные с заболеванием функции в метаболических и сигнальных путях также проливают новый свет на некаталитические функции активных ферментов, "подрабатывающих" белков. Они также предлагают новые способы нацеливания и интерпретации клеточных сигнальных механизмов с использованием малых молекул и лекарств. Наиболее интенсивно анализируемыми и, безусловно, лучше всего изученными псевдоферментами с точки зрения клеточных сигнальных функций являются, вероятно, псевдокиназы, псевдопротеазы и псевдофосфатазы. В последнее время псевдодеубиквитилазы также начали приобретать известность.

## Структуры и роли
Разница между ферментативно активными и неактивными гомологами была отмечена (и в некоторых случаях понята при сравнении каталитически активных и неактивных белков, принадлежащих к узнаваемым семействам) в течение некоторого времени на уровне последовательности, и некоторые псевдоферменты также были обозначены как «прозимы», когда их анализировали у простейших паразитов. Наиболее изученные псевдоферменты относятся к различным ключевым сигнальным суперсемействам ферментов, таким как протеазы, протеинкиназы, протеинфосфатазы, и ферменты, модифицирующие убиквитин. Роль псевдоферментов как «псевдокаркасов» также была признана, и в настоящее время псевдоферменты начинают более тщательно изучаться с точки зрения их биологии и функции, в значительной степени потому, что они также являются интересными потенциальными мишенями (или анти-мишенями). для дизайна лекарств в контексте внутриклеточных клеточных сигнальных комплексов.

## Примеры классов
| Класс                                          | Функция                                                                                 | Пример |
| ---------------------------------------------- | --------------------------------------------------------------------------------------- | --- |
| Псевдокиназа                                   | Аллостерическая регуляция обычной протеинкиназы                                         | STRADa регулирует активность обычной протеинкиназы LKB1 Домены С-концевой тирозинкиназы JAK1-3 и TYK2 регулируются соседним с ними псевдокиназным доменом KSR1/2, который регулирует активацию обычной протеинкиназы Raf |
| Псевдокиназа                                   | Аллостерическая регуляция других ферментов                                              | VRK3 регулирует активность фосфатазы VHR |
| Псевдогистидинкиназа                           | Домен взаимодействия с белками                                                          | Caulobacter DivL связывает фосфорилированный регулятор ответа DivK, что позволяет DivL негативно регулировать асимметричную регуляторную киназу клеточного деления CckA |
| Псевдофосфатаза                                | Перекрытие доступа обычной фосфатазы к субстрату                                        | EGG-4/EGG-5 связывается с фосфорилированной петлей активации киназы MBK-2 STYX конкурирует с DUSP4 за связывание с ERK1/2 |
| Псевдофосфатаза                                | Аллостерическая регуляция обычных фосфатаз                                              | MTMR13 связывает и повышает активность липидфосфатазы MTMR2 |
| Псевдофосфатаза                                | Регуляция локализации белка в клетке                                                    | STYX действует как ядерный якорь для ERK1/2 |
| Псевдофосфатаза                                | Регулирование сборки сигнального комплекса                                              | STYX связывает белок F-box, FBXW7, чтобы ингибировать его рекрутирование в убиквитинлигазный комплекс SCF |
| Псевдопротеаза                                 | Аллостерический регулятор обычной протеазы                                              | cFLIP связывает и ингибирует цистеиновую протеазу каспазу-8, блокируя внешний апоптоз |
| Псевдопротеаза                                 | Регуляция локализации белка в клетке                                                    | Белки iRhom млекопитающих связывают и регулируют транспортировку однопроходных трансмембранных белков к плазматической мембране или ER-ассоциированный путь деградации |
| Псевдодеубиквитиназа (pseudoDUB)               | Аллостерический регулятор обычной убиквитиназы                                          | KIAA0157 имеет решающее значение для сборки гетеротетрамера более высокого порядка с активностью DUB, BRCC36 и DUB |
| Псевдолигаза (псевдо-убиквитин Е2)             | Аллостерический регулятор обычной лигазы Е2                                             | Mms2 представляет собой вариант убиквитина E2 (UEV), который связывает активный E2, Ubc13, с прямыми убиквитиновыми связями K63 |
| Псевдолигаза (псевдо-убиквитин Е2)             | Регуляция локализации белка в клетке                                                    | Tsg101 является компонентом комплекса по борьбе с торговлей людьми ESCRT-I и играет ключевую роль в связывании Gag ВИЧ-1 и развитии ВИЧ-инфекции |
| Псевдолигаза (псевдо-убиквитин Е3)             | Возможный аллостерический регулятор обычной лигазы E3 семейства RBR                     | BRcat регулирует междоменную архитектуру в убиквитинлигазах семейства RBR E3, таких как Parkin и Ariadne-1/2 |
| Псевдонуклеаза                                 | Аллостерический регулятор обычной нуклеазы                                              | CPSF-100 является компонентом комплекса обработки 3-концевой пре-мРНК, содержащего активный аналог CPSF-73 |
| ПсевдоАТФазы                                   | Аллостерический регулятор обычной АТФазы                                                | EccC содержит два псевдоАТФазных домена, которые регулируют N-концевой обычный АТФазный домен |
| ПсевдоГТФазы                                   | Аллостерический регулятор обычной ГТФазы                                                | Связанный с GTP Rnd1 или Rnd3/RhoE связывает p190RhoGAP для регулирования каталитической активности обычной ГТФазы RhoA |
| ПсевдоГТФазы                                   | Каркас для сборки сигнальных комплексов                                                 | MiD51, который каталитически неактивен, но связывает GDP или ADP, является частью комплекса, который рекрутирует Drp1 для опосредования деления митохондрий. CENP-M не может связывать GTP или переключать конформации, но необходим для образования ядра CENP-I, CENP-H, CENP-K малого комплекса GTPase для регулирования сборки кинетохор |
| ПсевдоГТФазы                                   | Регуляция локализации белка в клетке                                                    | Дрожжевой легкий промежуточный домен (LIC) представляет собой псевдоГТФазу, лишенную нуклеотидного связывания, которая связывает динеиновый мотор с грузом. Человеческий LIC связывает GDP предпочтительнее, чем GTP, предполагая, что связывание нуклеотидов может обеспечивать стабильность, а не лежать в основе механизма переключения. |
| Псевдохитиназа                                 | Подбор или секвестрация субстрата                                                       | YKL-39 связывает, но не перерабатывает хитоолигосахариды через 5 дочерних сайтов связывания |
| Псевдосиалидаза                                | Каркас для сборки сигнальных комплексов                                                 | CyRPA инициирует сборку комплекса P. falciparum PfRh5/PfRipr, который связывает рецептор эритроцитов, базигин, и опосредует инвазию клеток-хозяев |
| Псевдолиаза                                    | Аллостерическая активация обычного аналога фермента                                     | Гетеродимеризация прозима с S-аденозилметиониндекарбоксилазой (AdoMetDC) активирует каталитическую активность в 1000 раз |
| Псевдотрансфераза                              | Аллостерическая активация аналога клеточного фермента                                   | Вирусный GAT рекрутирует клеточные PFAS для дезаминирования RIG-I и противодействия противовирусной защите хозяина. Мертвый паралог дезоксигипусинсинтазы T. brucei (TbDHS), DHSp, связывается с DHSc и повышает его активность более чем в 1000 раз.                                                                                       |
| Псевдогистоновая ацетилтрансфераза (pseudoHAT) | Возможный каркас для сборки сигнальных комплексов                                       | Человеческая O-GlcNAcase (OGA) лишена каталитических остатков и связывания ацетил-КоА, в отличие от бактериального аналога |
| Псевдофосфолипаза                              | Возможный каркас для сборки сигнальных комплексов                                       | Предполагается, что белки семейства FAM83 приобрели новые функции, отдав предпочтение каталитической активности фосфолипазы D предков |
| Псевдофосфолипаза                              | Аллостерическая инактивация обычного аналога фермента                                   | Ингибитор фосфолипазы А2 гадюки структурно напоминает клеточный белок человека фосфолипазу А2, на который он нацелен. |
| Псевдоксидоредуктаза                           | Аллостерическая инактивация обычного аналога фермента                                   | ALDH2*2 препятствует сборке активного аналога, ALDH2*1, в тетрамер. |
| Псевдодисмутаза                                | Аллостерическая инактивация обычного аналога фермента                                   | Медный шаперон супероксиддисмутазы (CCS) связывается и активирует катализ своим ферментативным аналогом SOD1 |
| Псевдодигидротаза                              | Регулировка сворачивания или сложной сборки обычного фермента                           | Pseudomonas pDHO требуется либо для сворачивания каталитической субъединицы аспартаттранскарбамоилазы, либо для её сборки в активный олигомер |
| Псевдо-РНКаза                                  | Облегчение сложной сборки/стабильности и содействие ассоциации каталитических паралогов | KREPB4 может действовать как псевдофермент для образования некаталитической половины гетеродимера РНКазы III с редактирующей эндонуклеазой(ами) |

## Использованная литература
1. ↑  Emerging concepts in pseudoenzyme classification, evolution, and signaling. Science Signaling. 12 (594): eaat9797. Aug 2019. doi:10.1126/scisignal.aat9797. PMID 31409758.
2. 1 2  Tracing the origin and evolution of pseudokinases across the tree of life. Science Signaling. 12 (578): eaav3810. April 2019. doi:10.1126/scisignal.aav3810. PMID 31015289.
3. ↑  The demise of catalysis, but new functions arise: pseudoenzymes as the phoenixes of the protein world. Biochemical Society Transactions. 47 (1): 371–379. Feb 2019. doi:10.1042/BST20180473. PMID 30710059.
4. ↑  Multitalented actors inside and outside the cell: recent discoveries add to the number of moonlighting proteins. Biochemical Society Transactions. 47 (6): 1941–1948. Dec 2019. doi:10.1042/BST20190798. PMID 31803903.
5. ↑  The evolving world of pseudoenzymes: proteins, prejudice and zombies. BMC Biology. 14 (1): 98. November 2016. doi:10.1186/s12915-016-0322-x. PMID 27835992.{{cite journal}}:  Википедия:Обслуживание CS1 (не помеченный открытым DOI) (ссылка)
6. ↑  Pseudo-DUBs as allosteric activators and molecular scaffolds of protein complexes (PDF). Biochem Soc Trans. 46 (2): 453–466. Feb 2018. doi:10.1042/BST20160268. PMID 29472364. Архивировано (PDF) 22 сентября 2022. Дата обращения: 16 сентября 2022.
7. ↑  Metabolic control of BRISC–SHMT2 assembly regulates immune signalling (PDF). Nature. 570 (7760): 194–199. May 2019. Bibcode:2019Natur.570..194W. doi:10.1038/s41586-019-1232-1. PMID 31142841. Архивировано (PDF) 9 мая 2020. Дата обращения: 16 сентября 2022.
8. ↑  Sequence and structural differences between enzyme and nonenzyme homologs. Structure. 10 (10): 1435–51. October 2002. doi:10.1016/s0969-2126(02)00861-4. PMID 12377129.
9. ↑  Allosteric regulation of an essential trypanosome polyamine biosynthetic enzyme by a catalytically dead homolog. Proceedings of the National Academy of Sciences of the United States of America. 104 (20): 8275–80. May 2007. Bibcode:2007PNAS..104.8275W. doi:10.1073/pnas.0701111104. PMID 17485680.
10. ↑  New lives for old: evolution of pseudoenzyme function illustrated by iRhoms. Nature Reviews. Molecular Cell Biology. 13 (8): 489–98. July 2012. doi:10.1038/nrm3392. PMID 22781900.
11. ↑  The protein kinase complement of the human genome. Science. 298 (5600): 1912–34. December 2002. Bibcode:2002Sci...298.1912M. doi:10.1126/science.1075762. PMID 12471243.
12. ↑  Emerging roles of pseudokinases. Trends in Cell Biology. 16 (9): 443–52. September 2006. doi:10.1016/j.tcb.2006.07.003. PMID 16879967.
13. ↑  Tribbles in the 21st Century: The Evolving Roles of Tribbles Pseudokinases in Biology and Disease. Trends in Cell Biology. 27 (4): 284–298. April 2017. doi:10.1016/j.tcb.2016.11.002. PMID 27908682.
14. 1 2  Day of the dead: pseudokinases and pseudophosphatases in physiology and disease. Trends in Cell Biology. 24 (9): 489–505. September 2014. doi:10.1016/j.tcb.2014.03.008. PMID 24818526.
15. ↑  The pseudokinase MLKL mediates necroptosis via a molecular switch mechanism. Immunity. 39 (3): 443–53. September 2013. doi:10.1016/j.immuni.2013.06.018. PMID 24012422.
16. ↑  Gathering STYX: phosphatase-like form predicts functions for unique protein-interaction domains. Trends in Biochemical Sciences. 23 (8): 301–6. August 1998. doi:10.1016/s0968-0004(98)01241-9. PMID 9757831.
17. ↑  Genomics and evolution of protein phosphatases. Science Signaling. 10 (474): eaag1796. April 2017. doi:10.1126/scisignal.aag1796. PMID 28400531.
18. ↑  Higher-Order Assembly of BRCC36-KIAA0157 Is Required for DUB Activity and Biological Function. Molecular Cell. 59 (6): 970–83. September 2015. doi:10.1016/j.molcel.2015.07.028. PMID 26344097.
19. ↑  Roles of the TRAF6 and Pellino E3 ligases in MyD88 and RANKL signaling. Proceedings of the National Academy of Sciences of the United States of America. 114 (17): E3481 – E3489. April 2017. doi:10.1073/pnas.1702367114. PMID 28404732.
20. ↑  Pseudoscaffolds and anchoring proteins: the difference is in the details. Biochemical Society Transactions. 45 (2): 371–379. April 2017. doi:10.1042/bst20160329. PMID 28408477.
21. ↑  Tribbles pseudokinases: novel targets for chemical biology and drug discovery?. Biochemical Society Transactions. 43 (5): 1095–103. October 2015. doi:10.1042/bst20150109. PMID 26517930.
22. ↑  Pseudokinases: update on their functions and evaluation as new drug targets. Future Medicinal Chemistry. 9 (2): 245–265. January 2017. doi:10.4155/fmc-2016-0207. PMID 28097887.